# Campeonato Mundial de Meia Maratona de 2005
O Campeonato Mundial de Meia Maratona de 2005 foi realizado em Edmonton, Canadá no dia 1 de Outubro de 2005.
Estes campeonatos foram substituídos pelo Campeonato Mundial de Estrada, em 2006, voltando a ter esta designação em 2008.

## Resultados

### Individual

#### Masculino
| Pos | Atleta                   | Nacionalidade  | Tempo        |
| --- | ------------------------ | -------------- | ------------ |
| 1   | Fabiano Joseph Naasi     | Tanzânia       | 1:01:08      |
| 2   | Mubarak Hassan Shami     | Catar          | 1:01:09 (NR) |
| 3   | Yonas Kifle              | Eritreia       | 1:01:13      |
| 4   | Sileshi Sihine           | Etiópia        | 1:01:14      |
| 5   | Abebe Dinkesa Negera     | Etiópia        | 1:01:53 (PB) |
| 6   | John Yuda Msuri          | Tanzânia       | 1:02:11      |
| 7   | James Mwangi Macharia    | Quênia         | 1:02:25      |
| 8   | Kazuo Ietani             | Japão          | 1:02:26      |
| 9   | Yared Asmerom            | Eritreia       | 1:02:44 (PB) |
| 10  | Norman Dlomo             | África do Sul  | 1:02:45      |
| 11  | Takayuki Matsumiya       | Japão          | 1:02:45      |
| 12  | Tesfayohannes Mesfen     | Eritreia       | 1:03:08 (PB) |
| 13  | Leshane Yegezu           | Etiópia        | 1:03:11      |
| 14  | Wilson Kipkemei Busienei | Uganda         | 1:03:12      |
| 15  | Ryan Shay                | Estados Unidos | 1:03:13      |

#### Feminino
| Pos | Atleta              | Nacionalidade | Tempo        |
| --- | ------------------- | ------------- | ------------ |
| 1   | Constantina Tomescu | Roménia       | 1:09:17 (SB) |
| 2   | Lornah Kiplagat     | Países Baixos | 1:10:19 (SB) |
| 3   | Susan Chepkemei     | Quênia        | 1:10:20      |
| 4   | Galina Bogomolova   | Rússia        | 1:10:34 (PB) |
| 5   | Mihaela Botezan     | Roménia       | 1:10:36 (SB) |
| 6   | Madaí Pérez         | México        | 1:10:37 (PB) |
| 7   | Lidiya Grigoryeva   | Rússia        | 1:11:01 (SB) |
| 8   | Nuta Olaru          | Roménia       | 1:11:07      |
| 9   | Merima Hashim       | Etiópia       | 1:11:09 (PB) |
| 10  | Adriana Pirtea      | Roménia       | 1:11:10      |
| 11  | Irina Timofeyeva    | Rússia        | 1:11:30      |
| 12  | Terumi Asoshina     | Japão         | 1:11:45      |
| 13  | Hiromi Ominami      | Japão         | 1:11:57      |
| 14  | Yoko Yagi           | Japão         | 1:12:00      |
| 15  | Derartu Tulu        | Etiópia       | 1:12:12      |

### Equipe

#### Masculino
| Pos | Equipe   | Competidores                                                                    |
| --- | -------- | ------------------------------------------------------------------------------- |
| 1   | Etiópia  | Sileshi Sihine (4º) Abebe Dinkesa Negera (5º) Leshane Yegezu (13º)              |
| 2   | Eritreia | Yonas Kifle (3º) Yared Asmerom (9º) Tesfayohannes Mesfen (12º)                  |
| 3   | Japão    | Kazuo Ietani (8º) Takayuki Matsumiya (11º) Takanobu Otsubo (17º)                |
| 4   | Catar    | Mubarak Hassan Shami (2º) Sultan Khamis Zaman (19º) Ahmed Jumah Jaber (23º)     |
| 5   | Quênia   | James Mwangi Macharia (7º) Paul Kimaiyo Kimugul (16º) Julius Kibet Koskei (21º) |

#### Feminino
| Pos | Equipe      | Competidoras                                                         |
| --- | ----------- | -------------------------------------------------------------------- |
| 1   | Roménia     | Constantina Tomescu (1ª) Mihaela Botezan (5ª) Nuta Olaru (8ª)        |
| 2   | Rússia      | Galina Bogomolova (4ª) Lidiya Grigoryeva (7ª) Irina Timofeyeva (11ª) |
| 3   | Japão       | Terumi Asoshina (12ª) Hiromi Ominami (13ª) Yoko Yagi (14ª)           |
| 4   | Etiópia     | Merima Hashim (9ª) Derartu Tulu (15ª) Letay Nagash (19ª)             |
| 5   | Reino Unido | Mara Yamauchi (18ª) Hayley Haining (24ª) Susan Partridge (25ª)       |